# Brandon Carter (wrestler)
Brandon Scott Carter (Lakewood Township, 10 settembre 1986) è un wrestler statunitense.
È stato sotto contratto con la World Wrestling Entertainment (WWE) e militava nel settore di sviluppo NXT Wrestling con il ring name di TAC.

## Carriera

### Football
Carter nasce a Lakewood, nel New Jersey e gioca a football americano all'Università ottenendo eccellenti risultati in linea difensiva. Studia alla Texas Tech University, dove gioca per i Texas Tech Red Raiders dal 2006 al 2009. Nel 2010, firma per i New Orleans Saints, anche se viene rilasciato dopo poco. Firma anche per i Tampa Bay Buccaneers, con i quali gioca fino al giorno del suo infortunio, il 29 agosto 2011.

### WWE

#### NXT Wrestling (2012)
Durante l'infortunio, inizia gli allenamenti per diventare un wrestler. Date le sue enormi dimensioni fisiche, in breve tempo firma un contratto di sviluppo con la WWE e viene mandato nel settore di sviluppo NXT Wrestling. Da qui, inizia però a mandare Tweet emblematici su Twitter, dove attacca anche in parte la WWE, criticandola sotto vari aspetti e dicendo di non aver paura di essere licenziato per questo. In ogni caso, la WWE rescinde il suo contratto il 16 gennaio 2013.